# Tromba del Montello
La Tromba del Montello è stata una tromba d'aria abbattutasi sulla Marca Trevigiana, specialmente sulle zone circostanti al Montello (dal quale prende il nome),  il 24 luglio 1930, colpendo in particolar modo il comune di Volpago del Montello e le sue frazioni. È stata la tromba d'aria più violenta verificatasi in Italia ed una delle più violente in Europa, con raffiche di vento pari a circa 500 km/h, classificandosi dunque nella categoria F5, la più potente e catastrofica nella scala Fujita-Pearson.

## Bilancio e testimonianze
Il bilancio totale delle vittime si aggira tra i 23 e i 24 morti con sicuramente un centinaio di feriti. Chi si è salvato, raccontano i testimoni, quali Gianni Grollo, l'hanno fatto chiudendosi in casa e aggrappandosi ad alberi mentre Bruno Bastianon a soli 8 anni affermava "eravamo tutti spaxemai" (eravamo tutti spaventati); infine il quadro della prima comunione di Maria Teresa Roda fu ritrovato settimane dopo in Friuli.

## Conseguenze
La tromba d'aria lasciò nel suo percorso devastazione, ma i danni maggiori si contarono a Selva del Montello, frazione di Volpago, dove la chiesa parrocchiale, una delle più ricche di opere d'arte della diocesi di Treviso, venne distrutta con eccezione della parte frontale, dell'abside e del campanile, che subì una consistente torsione (visibile in fotografia) che ne forzò la demolizione il mese successivo alla catastrofe. Altro edificio rilevante afflitto fu la sala votiva, posta dietro alla omonima chiesa completamente rasa al suolo con unica eccezione per l'altare (vedi galleria).

Immagini storiche rilevanti
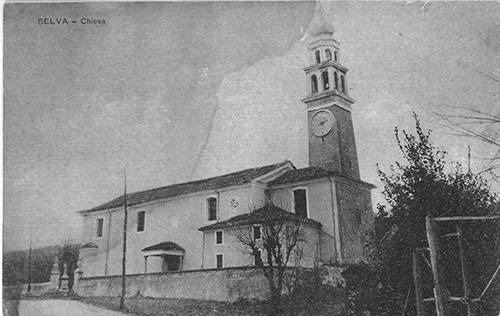
La chiesa immortalata anni prima.
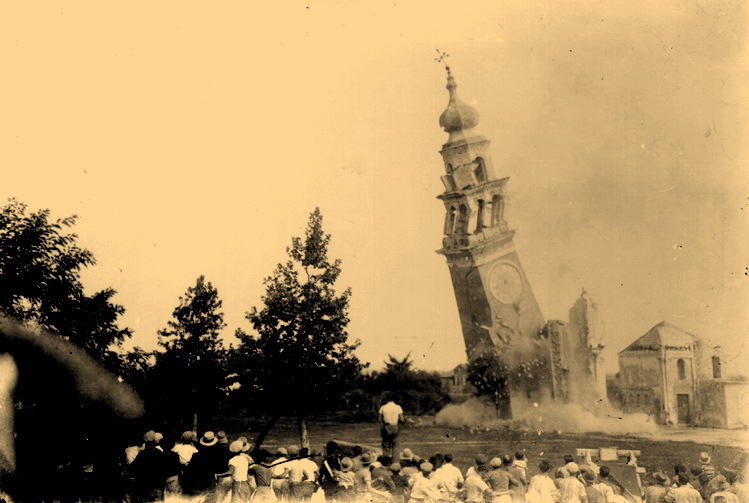
Un fotogramma della demolizione del campanile pericolante.
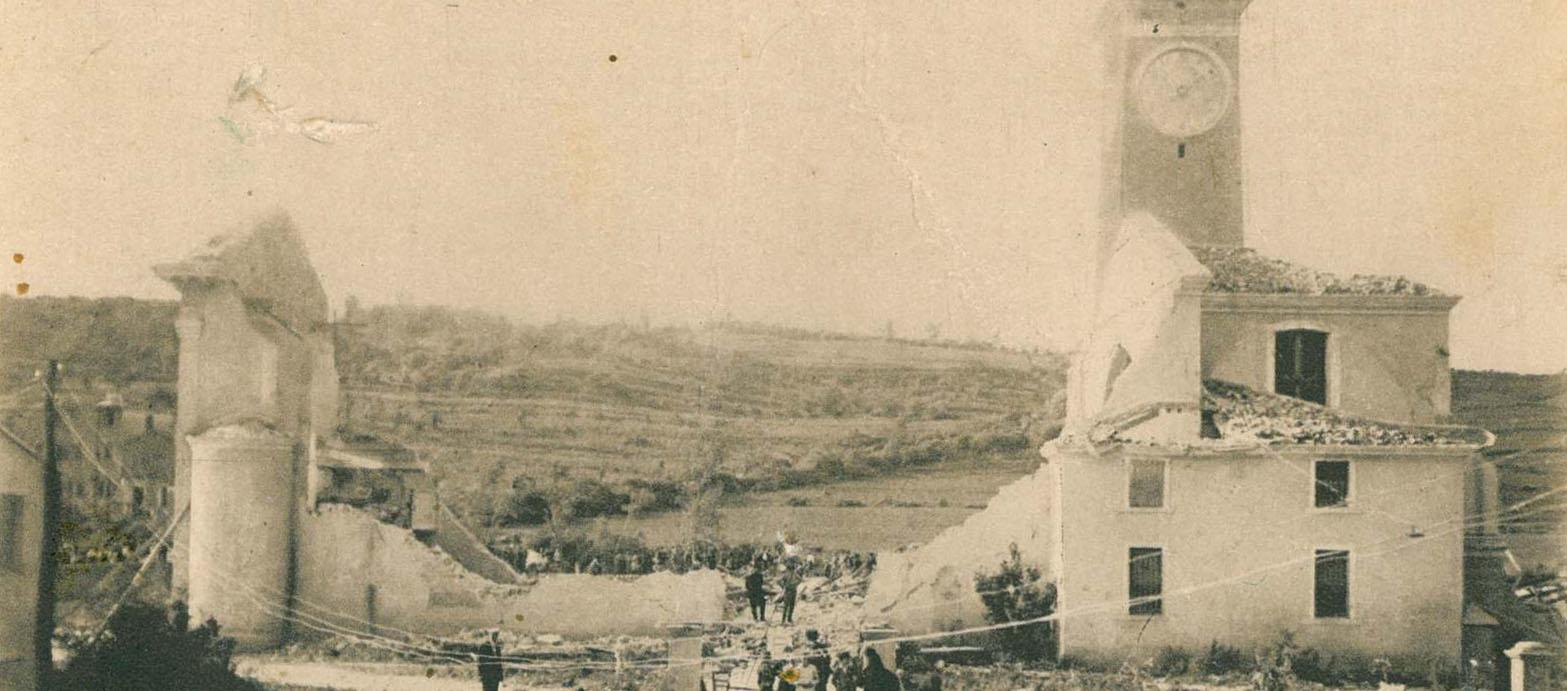
Fotografia di profilo della chiesa con alle spalle il Montello ed i suoi vigneti (non più presenti) devastati anch'essi dalla furia del vento.
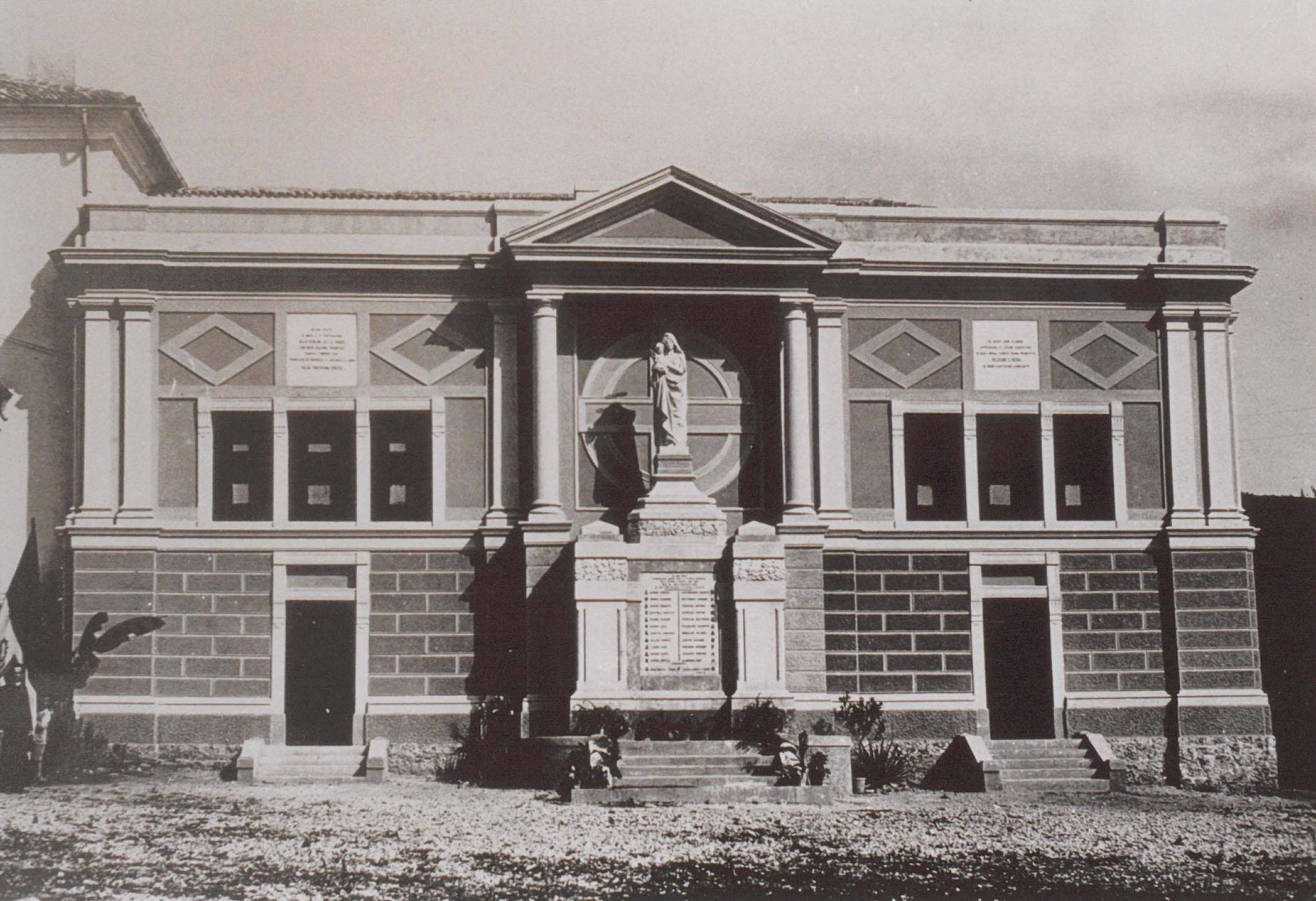
Sala votiva PRIMA
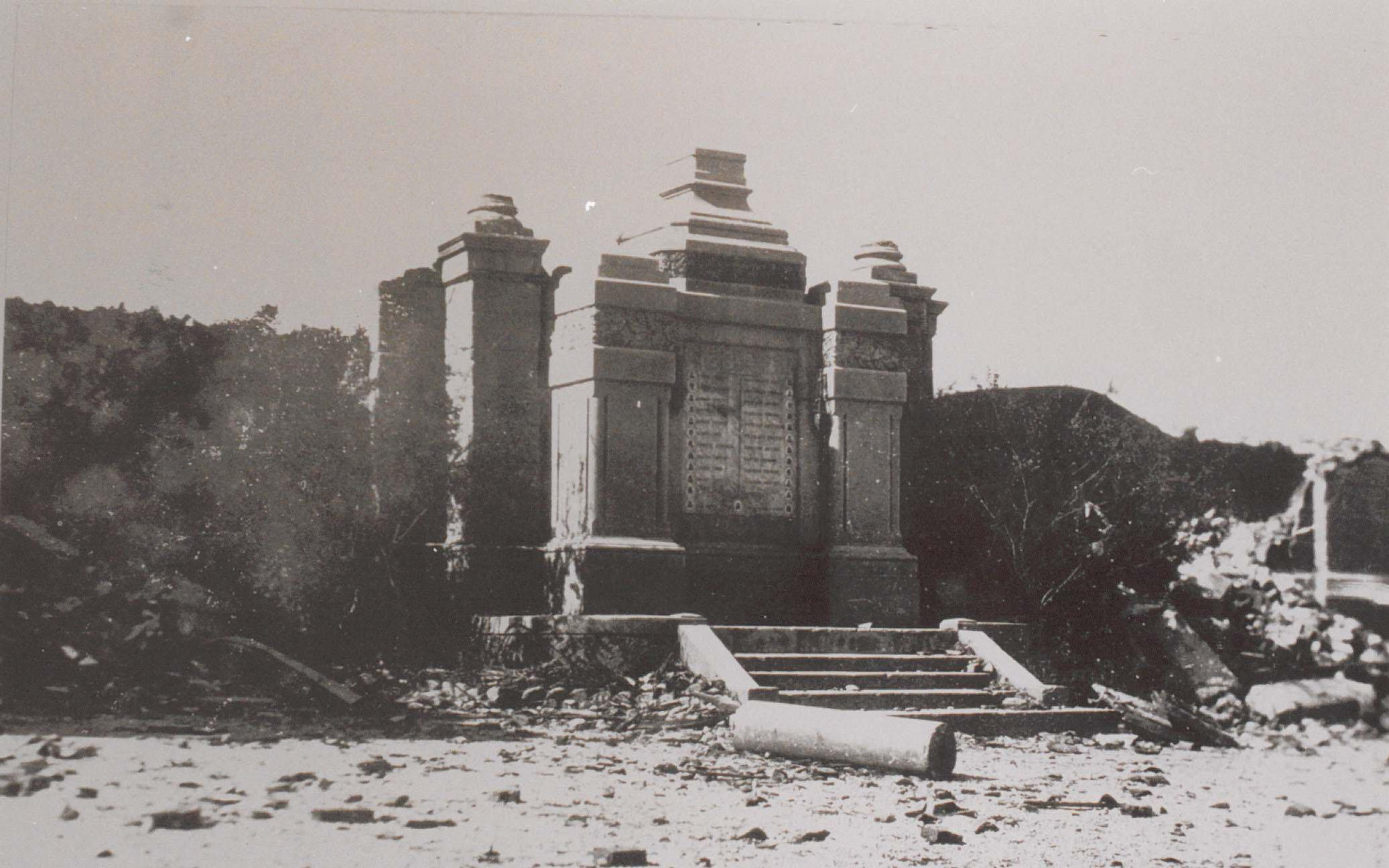
Sala votiva DOPO
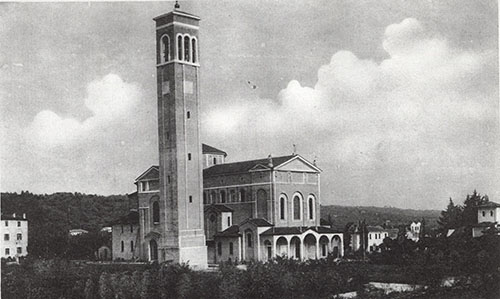
La ricostruzione della chiesa con architettura diversa.

## Ricostruzione percorso
Secondo la ricostruzione eseguita dal Dott. Marino Parolin e Carlo Bazan il fenomeno dovrebbe essersi originato alle Bocche di Brenta, poco sopra di Bassano, per poi spostarsi, guadagnando velocità verso Castello di Godego, Riese, Altivole, Montebelluna, Volpago, Nervesa, Susegana, Conegliano, Sacile per poi disperdersi presso il torrente Cellina. Lungo il suo percorso di circa 80 km il fronte d'avanzata variava dai 300 ai 900 metri.